# Sieso de Jaca
Sieso de Jaca (en aragonés Sieso de Chaca) es una localidad española oficialmente despoblada, pero con población de facto, perteneciente al municipio de Caldearenas, en la comarca oscense del Alto Gállego, Aragón. 

## Historia

### Neorruralismo
La localidad se despobló en abril de 1965 con la marcha de la última familia; desde entonces ha habido dos intentos de repoblación: El primero fue en el verano de 1977, cuando un grupo que se hacía llamar "Los Compañeros Constructores" llegó para vivir en el pueblo en armonía con la naturaleza. Este grupo abandonó el pueblo muy pocos años después de su llegada. En 2004 y 2005 se comienza a habitar de nuevo por la iniciativa de un grupo de personas que rehabilitan las edificaciones respetando la arquitectura popular de la zona. Actualmente viven de forma estable más de veinte personas entre las que se cuentan varias familias con hijos pequeños. Tras años reclamando que constaran en el padrón como habitantes censados en la localidad, consiguieron que se les incluyera en el padrón  en el diseminado de la localidad de Caldearenas, hecho que conlleva que, sin embargo, oficialmente, según el INE, no exista como núncleo de población a 1 de enero de 2021 en la localidad.

## Demografía

### Localidad
Datos demográficos de la localidad de Sieso de Jaca desde 1900:
| 68                    | 67 | 61 | 45 | 33 | 30 | 19 | -- | -- | 1 | 1 | 1 | -- |
| (Fuente: IAEST e INE) |    |    |    |    |    |    |    |    |   |   |   |    |

- No figura en el Noménclator en los años 1970, 1981 ni 2021.
- Datos referidos a la población de derecho.

### Antiguo municipio
Datos demográficos del municipio de Sieso de Jaca desde 1842:
| 74            | -- | -- | -- | -- | -- | -- | -- | -- |
| (Fuente: INE) |    |    |    |    |    |    |    |    |

- Entre el censo de 1857 y el anterior, este municipio desaparece porque se integra en el municipio de Latre.
- Datos referidos a la población de derecho, excepto en los censos de 1857 y 1860 que se refieren a la población de hecho.